# Кинофестиваль в Сиджесе
Международный фестиваль фантастических фильмов в Каталонии (кат. Festival Internacional de Cinema Fantàstic de Catalunya) входит в Европейскую федерацию фестивалей фантастических фильмов (англ. European Federation of Fantastic Film Festivals), которая включает в себя фестивали в Сиджесе, Риме, Брюсселе, Порту, Люксембурге, Эспоо и Амстердаме.
На каждом фестивале жюри вручает самостоятельный, не принадлежащий к официальным призам фестиваля Гран-при (англ. Grand Prize of European Fantasy Film in Silver). После проведения вышеупомянутых фестивалей все удостоенные этой награды картины заочно соревнуются за главный приз Grand Prize of European Fantasy Film in Gold.
История фестиваля берёт своё начало c Недели международных фильмов ужасов и фантастики (Semana Internacional de Cine Fantastico y de Terror), проходившей на каталонском курорте Сиджес с 1968 года. Конкурсная программа появилась в 1971 году.

## Премии
- Гран-при — награждается лучший фильм по результатам голосования международного жюри
- Мария — премия присуждается по категориям:
  - Лучшая режиссура
  - Лучший актёр
  - Лучшая актриса
  - Лучшая операторская работа
  - Лучший сценарий
  - Лучшая музыка
  - Лучшие спецэффекты
  - Лучший грим
  - Лучшее художественное оформление
- Приз зрительских симпатий — награждается путём голосования зрителей фестиваля за лучший фильм
- Герта — лучший короткометражный и лучший анимационный полнометражный фильмы.

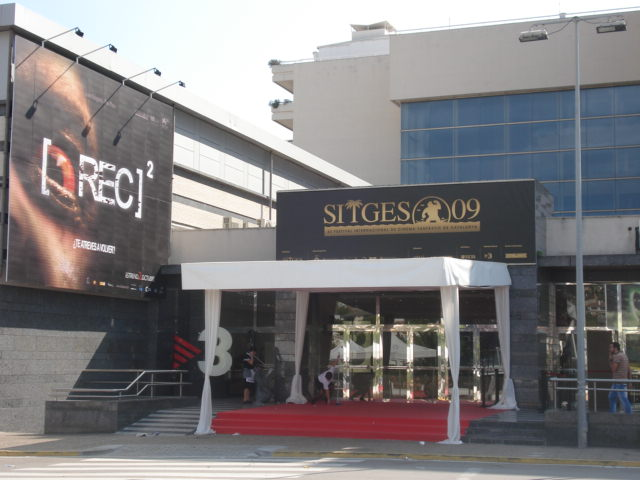
Международный каталонский кинофестиваль, 2009

- Специальный приз жюри

и другие.

## Победители

### 1971
- Лучшая режиссура: «Локис» (1970) и «Necrophagus» (1971)
- Специальная благодарность: Ясинто Молина
- Лучший актёр: Винсент Прайс (за роль в картине «Ужасный доктор Файбс», 1971)
- Лучшая актриса: Юн Ёджон (за роль в картине «Женщина-огонь», 1970)
- Лучшие спецэффекты: «Цепная реакция» (1971)

### 1972
- Лучшая режиссура: «Другой» (1972)
- Лучший актёр: Рудольф Хрусински (за роль в картине «Spalovac mrtvol»)
- Лучшая актриса: Джеральдина Чаплин (за роль в картине «Рост населения: Ноль», 1972)
- Лучшая операторская работа: «Spalovac mrtvol» (1968)
- Специальный приз: «Поезд страха» (1973)

### 1973
Лучшая режиссура: «Навстречу радостной смерти» (1973)

Лучший актёр: Юджин Леви (за роль в картине «Девушки-каннибалы», 1973)

Лучшая актриса: Андреа Мартин (за роль в картине «Девушки-каннибалы»)

Лучшие спецэффекты: «Девушка на метле» (1972)

Специальная благодарность: «El Monte de las brujas» (1972)

Специальный приз: «Малпертуис-история проклятого дома» (1971)

### 1974
Лучшая режиссура: «Возвращение доктора Файбса» (1972)

Лучший актёр: Марк Бернес (за роль в картине «Дом живых мертвецов», 1973)

Лучшая актриса: Кристина Гальби (за роль в картине «Пускай мёртвые лежат в могилах»)

Лучший сценарий: «Третий крик» (1974)

Лучшая операторская работа: «Дьявол среди нас» (1972)

Лучшие спецэффекты: «Пускай мёртвые лежат в могилах» (1974)

Специальный приз: «Пускай мёртвые лежат в могилах»

### 1975
Лучшая режиссура: «Дрожь» (1975)

Лучший актёр: Ясинто Молина (за роль в картине «Проклятие зверя», 1975)

Лучшая актриса: Лана Тёрнер (за роль в картине «Persecution», 1974)

Лучший сценарий: «Ночной мертвец» (1974)

Лучшая операторская работа: «История привидения» (1974)

Лучшие спецэффекты: «Вороны дьявола» (1975)

Приз критиков: «История привидения»

### 1976
Лучшая режиссура: «Кроваво-красное» (1975)

Лучший актёр: Питер Кашинг (за роль в картине «Упырь», 1975)

Лучшая актриса: Бренда Ваккаро (за роль в картине «Смертельный уик-энд»)

Лучший сценарий: «Смертельный уик-энд» (1976)

Лучшая операторская работа: «Le Nosferat» (1976)

Лучшие спецэффекты: «Жук» (1975)

Приз критиков: «Смертельный уик-энд»

### 1977
Лучшая режиссура: «Жертвы всесожжения» (1976)

Лучший актёр: Бёрджесс Мередит (за роль в картине «Жертвы всесожжения»)

Лучшая актриса: Карен Блэк (за роль в картине «Жертвы всесожжения»)

Лучший сценарий: «Бешенство» (1977)

Лучшая операторская работа: «Проклятые уик-энды графа Зароффа» (1976)

Лучшие спецэффекты: «Бешенство»

Приз критиков: «У холмов есть глаза» (1977)

### 1978
Лучшая режиссура: «Патрик» (1978)

Лучший актёр: Джон Харгривз (за роль в картине «Долгий уикенд»)

Лучшая актриса: Камилла Китон (за роль в картине «День женщины», 1978)

Лучший сценарий: «За дверью-2» (1977)

Лучшая операторская работа: «Адела ещё не ужинала» (1977)

Лучшие спецэффекты: «Las Abejas» (1978)

Приз критиков: «Долгий уикенд» (1978)

### 1979
Лучшая режиссура: «Красавица и чудовище» (1978)

Лучший актёр: Герхард Олчевски (за роль в картине «Der Marder», 1979)

Лучшая актриса: Лиза Пеликан (за роль в картине «Дженнифер», 1978)

Лучший сценарий: «Plague» (1978)

Лучшая операторская работа: «Возвращение» (1978)

Лучшие спецэффекты: «Жажда» (1979)

Приз критиков: «Plague»

### 1980
Лучшая режиссура: «Legenda o caru Scepanu Malom» (1980)

Лучший актёр: Николас Уорт (за роль в картине «Не отвечай по телефону», 1980)

Лучшая актриса: Сид Хейман (за роль в картине «Ниспосланный Богом», 1980)

Лучшая операторская работа: «Арлекин» (1980)

Лучший сценарий: «Арлекин»

Лучшие спецэффекты: «Sacrifi nocturn» (1980)

Приз критиков: «Арлекин»

### 1981
Лучшая режиссура: «Доктор Джекилл и женщины» (1981)

Лучший актёр: Мирсеа Богдан (за роль в картине «Сказка о любви», 1976)

Лучшая актриса: Линда Хэйнс (за роль в картине «Человеческие эксперименты», 1980)

Лучший сценарий: «Выживший» (1981)

Лучшая операторская работа: «Geburt der Hexe» (1980)

Лучшие спецэффекты: «Адская ночь» (1981)

Приз критиков: «Выживший»

Специальная благодарность критиков: «Выводок» (1979)

### 1982
Лучшая режиссура: «Ближайший родственник» (1982)

Лучший актёр: Ричард Чемберлен (за роль в картине «Последняя волна», 1977)

Лучшая актриса: Анна Макинрой (за роль в картине «Повелители 21 столетия», 1982)

Лучший сценарий: «Литан» (1982)

Лучшая операторская работа: «Последний фильм ужасов» (1982)

Лучшие спецэффекты: «Зловещие мертвецы» 

Приз критиков: «Зловещие мертвецы»

### 1983
Гран-при: «Последняя битва» (1983)

Лучший актёр: Винсент Прайс, Питер Кашинг, Джон Кэррадайн и Кристофер Ли (за роли в картине «Дом длинных теней»)

Лучшая актриса: Элизабет Грэйсен (за роль в картине «Одни во тьме», 1982)

Лучшая режиссура: «Последняя битва»

Лучший сценарий: «Дом длинных теней» (1983)

Лучшая операторская работа: «Огнём и мечом» (1982)

Лучшие спецэффекты: «Возвращения капитана-невидимки» (1983)

Приз критиков: «Потерянное племя» (1983)

Специальная благодарность критиков: «Чистая кровь» (1982)

### 1984
Гран-при: «В компании волков»

Лучший актёр: Джо Мортон (за роль в картине «Брат с другой планеты»)

Лучшая актриса: Эми Мэдиган (за роль в картине «Улицы в огне»)

Лучшая режиссура: «Abworts»

Лучший сценарий: «Брат с другой планеты»

Лучшая операторская работа: «Случайная связь»

Лучшие спецэффекты: «В компании волков»

Приз критиков: «В компании волков»

Специальная благодарность критиков: «Abworts»

### 1985
Гран-при: «Реаниматор» (1985)

Лучший актёр: Джон Уолкотт (за роль в картине «Возвращение», 1986)

Лучшая актриса: Лори Кардилл (за роль в картине «День мертвецов», 1985)

Лучшая режиссура: «Прощай, ковчег» (1984)

Лучший сценарий: «King Kongs Faust» (1985)

Лучшая операторская работа: «Прощай, ковчег»

Лучшие спецэффекты: «Жизненная сила» (1985)

Приз критиков: «Прощай, ковчег»

### 1986
Гран-при: «Синий бархат» (1986)

Лучший актёр: Хуаньо Пикорбе (за роль в картине «Pasion lejana», 1987)

Лучшая актриса:Кэролайн Уильямс (за роль в картине «Техасская резня бензопилой 2», 1986)

Лучшая режиссура: «Легенда о Сурамской крепости» (1984)

Лучшая операторская работа: «Синий бархат»

Лучшая музыка: «Извне» (1986)

Лучшие спецэффекты: «Извне»

### 1987
Гран-при: «Hol volt, hol nem volt» (1987)

Лучшая режиссура: «Робокоп» (1987)

Лучший актёр: Майкл Нури (за роль в картине «Скрытый враг», 1987)

Лучшая актриса: Джилл Шолен (за роль в картине «Отчим», 1987)

Лучшая операторская работа: «Manden i menen» (1986)

Лучший сценарий: «Йенач» (1987)

Лучшая музыка: «Джулия и Джулия» (1987)

Лучшие спецэффекты: «Эротическая история Духа» (1987)

Приз критиков: «Скрытый враг» (1987)

### 1988
Гран-при: «Навигатор» (1988)

Лучшая режиссура: «Обезьяньи проделки» (1988)

Лучший актёр: Григорий Гладий (за роль в картине «Отступник»)

Лучшая актриса: Кейт Макнил (за роль в картине «Обезьяньи проделки»)

Лучшая операторская работа: «Отступник» (1987)

Лучший сценарий: «Da» (1988) и «Обезьяньи проделки»

Лучшая музыка: «Каннибалы» (1988)

Лучшие спецэффекты: «Кошмар на улице Вязов 4: Повелитель сна» (1988)

Специальная благодарность: «Проводник» (1987)

### 1989
Гран-при: «Сердце полуночи» (1988)

Лучшая режиссура: «Повар, вор, его жена и её любовник» (1989)

Лучший актёр: Майкл Гэмбон (за роль в картине «Повар, вор, его жена и её любовник») и Николас Кейдж (за роль в картине «Поцелуй вампира», 1989)

Лучшая актриса: Розанна Аркетт (за роль в картине «Чёрная радуга», 1989)

Лучшая операторская работа: «Повар, вор, его жена и её любовник»

Лучший сценарий: «Чёрная радуга» (1989)

Лучшая музыка: «Повар, вор, его жена и её любовник»

Лучшие спецэффекты: «Миля чудес» (1988)

Специальная благодарность: «Venus Peter» (1989)

### 1990
Гран-при: «Генри: портрет убийцы-маньяка» (1986)

Лучшая режиссура: «Человек тьмы» (1990) и «Генри: портрет убийцы-маньяка»

Лучший актёр: Джефф Голдблюм (за роль в картине «Мистер Фрост», 1990)

Лучшая актриса: Линдсей Данкан (за роль в картине «Зеркальная кожа»)

Лучшая операторская работа: «Зеркальная кожа» (1990)

Лучший сценарий: «Трудно быть богом» (1989)

Лучшая музыка: «Трудно быть богом»

Лучшие спецэффекты: «Человек тьмы»

### 1991
Гран-при: «Европа» (1991)

Лучшая режиссура: «Деликатесы» (1991)

Лучший актёр: Доминик Пинон (за роль в картине «Деликатесы»)

Лучшая актриса: Джульет Стивенсон (за роль в картине «Искренне, безумно, сильно», 1991)

Лучшая операторская работа: «Европа»

Лучший сценарий: «Отныне и навеки» (1991)

Лучшая музыка: «Деликатесы»

Лучшие спецэффекты: «Инопланетянин в чужом теле» (1991)

Специальный приз жюри: «Яд» (1991)

### 1992
Гран-при: «Человек кусает собаку» (1992)

Лучшая режиссура: «Бешеные псы» (1992)

Лучший актёр: Бенуа Пульворд (за роль в картине «Человек кусает собаку»)

Лучшая актриса: Джои Вонг (за роль в картине «Китайская история призраков 3», 1991)

Лучшая операторская работа: «L’Oeil qui ment» (1992)

Лучший сценарий: «Бешеные псы»

Лучшая музыка: «L’Oeil qui ment»

Лучшие спецэффекты: «Безмозглые» (1992)

Специальная благодарность: «Тэцуо 2: Человек-молот» (1992)

Приз за достижения в карьере: Сэм Рэйми

### 1993
Гран-при: Орландо (1992)

### 1994
Гран-при: «71 фрагмент хронологии случайностей» (1994) и «Хустино: Пенсионер-убийца» (1994)

Лучшая режиссура: «Suture» (1993)

Лучший актёр: Сантьяго Сегура (за роль в картине «Хустино: Пенсионер-убийца»)

Лучшая актриса: Джейн Хоррокс (за роль в картине «Смертельный совет», 1993)

Лучшая операторская работа: «Амбар» (1994)

Лучший сценарий: «71 фрагмент хронологии случайностей»

Лучшая музыка: «Амбар»

Лучшие спецэффекты: «Маска» (1994)

### 1995
Гран-при: «Гражданин Икс» (1995)

Лучшая режиссура: «Гражданин Икс» и «Надя» (1994)

Лучший актёр: Стивен Ри (за роль в картине «Гражданин Икс»)

Лучшая актриса: Бриджит Фонда (за роль в картине «Магия», 1995)

Лучшая операторская работа: «Институт Бенжамента или Эту мечту люди зовут человеческой жизнью» (1995)

Лучший сценарий: «Не умирай, не сказав, куда уходишь» (1995)

Лучшая музыка: «The Passion of Darkly Noon» (1995)

Лучшие спецэффекты: «Особь» (1995)

Специальная благодарность: «Убу» (1995)

Приз за достижения в карьере: Рэй Харрихаузен

### 1996
Гран-при: «Записки у изголовья» (1996)

Лучшая режиссура: «Габбе» (1996)

Лучший актёр: Джеймс Вудс (за роль в картине «Убийца: Дневник убийств», 1996)

Лучшая актриса: Мелинда Кларк (за роль в картине «Язык-убийца», 1996)

Лучшая операторская работа: «Записки у изголовья»

Лучший сценарий: «Fotos» (1996)

Лучшая музыка: «Голова над водой» (1996)

Лучшие спецэффекты: «Страшилища» (1996)

Специальный приз жюри: «Fotos» (1996)

Приз за достижения в карьере: Квентин Тарантино

Grand Prize of European Fantasy Film in Silver: «Solo se muere dos veces» (1997)

### 1997
Гран-при: «Гаттака» (1997)

Лучшая режиссура: «Урод» (1997)

Лучший актёр: Сэм Рокуэлл (за роль в картине «Луговые собачки», 1997)

Лучшая актриса: Риз Уизерспун (за роль в картине «Автострада», 1997)

Лучшая операторская работа: «99.9» (1997)

Лучший сценарий: «Луговые собачки»

Лучшая музыка: «Гаттака»

Лучшие спецэффекты: «Спаун» (1997)

Приз за достижения в карьере: Дуглас Трамбалл

Grand Prize of European Fantasy Film in Silver: «Tren de sombras» (1997)

### 1998
Члены жюри: Сюзанна Йорк, Джимми Сангстер

Гран-при: «Куб» (1997)

Лучшая режиссура: «Звери и хозяин заставы» (1998)

Лучший актёр: Джаред Харрис (за роль в картине «Транс», 1998)

Лучшая актриса: Эвелин Дандри (за роль в картине «Крысятник», 1998)

Лучшая операторская работа: «Toto che visse due volte» (1998)

Лучший сценарий: «Куб» и «Один против всех» (1998)

Лучшая музыка: «Солдатики» (1998)

Лучшие спецэффекты: «Солдатики»

Приз за достижения в карьере: Роджер Корман

Grand Prize of European Fantasy Film in Silver: «Дыра» (1998)

### 1999
Члены жюри: Карим Хуссейн, Тони Тимпоне

Гран-при: «Звонок» (1998)

Лучшая режиссура: «Саймон Магус» (1999)

Лучший актёр: Ноа Тейлор (за роль в картине «Саймон Магус»)

Лучшая актриса: Эмма Виларасау (за роль в картине «Без имени, 1999»)

Лучшая операторская работа: «Самурайская история» (1998) и «Без имени» (1999)

Лучший сценарий: «Криминальные любовники» (1999)

Лучшая музыка: «Самурайская история»

Лучшие спецэффекты: «Звонок»

Специальная благодарность: «Ведьма из Блэр: Курсовая с того света» (1999)

Приз за достижения в карьере: Дарио Ардженто

Grand Prize of European Fantasy Film in Silver: «Без имени»

Grand Prize of European Fantasy Film in Gold: «Без имени»

### 2000
Члены жюри: Джек Кардифф, Хэзер Донахью

Гран-при: «Эд Гейн. Монстр из Висконсина» (2000)

Лучшая режиссура: «Убийства в Черри-Фолс» (2000)

Лучший актёр: Стив Рэйлсбэк (за роль в картине «Эд Гейн. Монстр из Висконсина»)

Лучшая актриса: Рёко Хиросуэ (за роль в картине «Химицу», 1999)

Лучшая операторская работа: «Отель „Сплендид“» (2000)

Лучший сценарий: «Химицу» (1999)

Лучшая музыка: «Soseiji» (1999)

Лучшие спецэффекты: «Фауст-любовь проклятого» (2000)

Специальная благодарность: «Тень вампира» (2000)

Приз за достижения в карьере: Терри Гиллиам

Grand Prize of European Fantasy Film in Silver: «Театр смерти» (2000)

### 2001
Члены жюри: Марк Олдман, Хорди Коста

Гран-при: «Видок» (2001)

Лучшая режиссура: «Девятая сессия» (2001)

Лучший актёр: Эдуард Фернандес (за роль в картине «Фауст 5.0», 2001)

Лучшая актриса: Юки Амами (за роль в картине «Инугами», 2001)

Лучшая операторская работа: «Авалон» (2001)

Лучший сценарий: «Донни Дарко» (2001)

Лучшая музыка: «Видок»

Лучшие спецэффекты: «Видок»

Лучший грим: «Видок»

Приз за достижения в карьере: Питер Гринуэй

Grand Prize of European Fantasy Film in Silver: «Братство волка» (2001)

### 2002
Гран-при: «Дракула: страницы из дневника девственницы» (2002)

Лучшая режиссура: «Паук» (2002)

Лучший актёр: Джереми Нортэм (за роль в картине «Кодер», 2002)

Лучшая актриса: Анжела Бэттис (за роль в картине «Мэй»)

Лучшая операторская работа: «Глаз» (2002)

Лучший сценарий: «Мэй» (2002)

Лучшая музыка: «Демон-любовник» (2002)

Лучшие спецэффекты: «Власть огня» (2002)

Лучший грим: «Лихорадка» (2002)

Лучшее художественное оформление: «Рокугацу но хэби» (2002)

Особая благодарность: «Тёмные воды» (2002) и «Унесённые призраками» (2001)

Grand Prize of European Fantasy Film in Silver: «Второе имя» (2002)

### 2003
Гран-при: «Затойчи» (2003)

Лучшая режиссура: «Кровавая жатва» (2003)

Лучший актёр: Роберт Дауни-младший (за роль в картине «Поющий детектив», 2003)

Лучшая актриса: Сесиль де Франс (за роль в картине «Кровавая жатва»)

Лучшая операторская работа: «Тессеракт» (2003)

Лучший сценарий: «Время волков» (2003)

Лучшая музыка: «Затойчи» (2003)

Лучшие спецэффекты: «Годзу» (2003)

Лучший грим: «Кровавая жатва» (2003)

Лучшее художественное оформление: «Техасская резня бензопилой» (2003)

Специальный приз жюри: «Годзу»

Grand Prize of European Fantasy Film in Silver: «Кровавая жатва»

### 2004
Гран-при: «Олдбой» (2003)

Лучшая режиссура: «Горячие новости» (2004)

Лучший актёр: Кристиан Бейл (за роль в картине «Машинист»)

Лучшая актриса: Моника Лопес (за роль в картине «Незваный гость», 2004)

Лучшая операторская работа: «Машинист» (2004)

Лучший сценарий: «Код 46» (2003)

Лучшая музыка: «Код 46»

Лучшие спецэффекты: «Изо» (2004)

Лучший грим: «Три… экстрима» (2004)

Лучшее художественное оформление: «День рождения» (2004)

Приз зрительских симпатий: «Ходячий замок» (2004)

Grand Prize of European Fantasy Film in Silver: «Код 46»

Grand Prize of European Fantasy Film in Silver-Special Mention: «Нити (фильм, 2004)» (2004)

### 2005
Гран-при: «Леденец» (2005)

Лучшая режиссура: «Выборы» (2005) 

Лучший актёр: Ли Каншэн (за роль в картине «Капризное облако», 2005)

Лучшая актриса: Ли Ён Э (за роль в картине «Сочувствие госпоже Месть», 2005)

Лучшая операторская работа: «Семь мечей» (2005)

Лучший сценарий: «Леденец» (2005)

Лучшая музыка: «A Bittersweet Life» (2005)

Лучшие спецэффекты: «Леденец» (2005)

Лучший грим: «Зеркальная маска» (2005)

Лучшее художественное оформление: «Зеркальная маска» (2005)

Специальный приз жюри: «Капризное облако» (2005)

### 2006
Гран-при: «Реквием» (2006)

Лучшая режиссура: «Каннибал из Ротенбурга» (2006)

Лучший актёр: Томас Кречманн и Томас Хубер (за роль в картине «Каннибал из Ротенбурга», 2006)

Лучшая актриса: Сандра Хюллер (за роль в картине «Реквием», 2006)

Лучшая операторская работа: «Реквием» (2006)

Лучший сценарий: «Homecoming» (2006)

Лучшая музыка: «Тринадцать» (2005)

Лучшие спецэффекты: «Вторжение динозавра» (2006)

Лучший грим: «Время (фильм, 2006)» (2006)

Лучшее художественное оформление: «Неуместный человек» (2006)

Специальный приз жюри: «Homecoming» (2006)

### 2007
Гран-при: «Запределье» (2006)

Лучшая режиссура: «Репортаж» (2007)

Лучший актёр: Сэм Рокуэлл (за роль в картине «Джошуа», 2007)

Лучшая актриса: Мануэла Веласко (за роль в картине «Репортаж», 2007)

Лучшая операторская работа: «Сукияки Вестерн Джанго» (2007)

Лучший сценарий: «Я — киборг, но это нормально» (2006)

Лучшая музыка: «Mushishi» (2007)

Лучшие спецэффекты: «Mushishi» (2007)

Лучший грим: «Месть нерожденному» (2007)

Лучшее художественное оформление: «Сукияки Вестерн Джанго» (2007)

### 2008
Гран-при: «Наблюдение» (2008)

Лучшая режиссура: «Хороший, плохой, долбанутый» (2008)

Лучший актёр: Брайан Кокс (за роль в картине «Рыжий», 2008)

Лучшая актриса: Семра Туран (за роль в картине «Fighter», 2008)

Лучшая операторская работа: «Отражение» (2008)

Лучший сценарий: «История 52» (2008)

Лучшая музыка: «The Sky Crawlers» (2008)

Лучшие спецэффекты: «Хороший, плохой, долбанутый» (2008)

Лучший грим: «Мученицы» (2008)

Лучшее художественное оформление: «Слепота» (2008)

Специальный приз жюри: «Райское озеро» (2008)

### 2009
Гран-при: «Луна 2112» (2009)

Лучшая режиссура: «Kinatay» (2009)

Лучший актёр: Сэм Рокуэлл (за роль в картине «Луна 2112», 2009)

Лучшая актриса: Елена Анайя (за роль в картине «Скелеты Железного острова», 2009) и Ким Ок Пин (за роль в картине «Жажда», 2009)

Лучшая операторская работа: «Вход в пустоту» (2009)

Лучший сценарий: «Луна 2112» (2009)

Лучшая музыка: «Kinatay» (2009)

Лучшие спецэффекты: «Химера» (2009)

Лучший грим: «Господин Никто» (2009)

Лучшее художественное оформление: «Луна 2112» (2009)

Специальный приз жюри: «Вход в пустоту» (2009)

### 2010
Гран-при: «Санта на продажу» (2010)

Лучшая режиссура: «Санта на продажу» (2010)

Лучший актёр: Патрик Фабиан (за роль в картине «Последнее изгнание дьявола», 2010)

Лучшая актриса: Джози Хо (за роль в картине «Dream Home», 2010)

Лучшая операторская работа: «Санта на продажу» (2010)

Лучший сценарий: «Phase 7» (2010)

Лучшая музыка: «Red Nights» (2010)

Лучшие спецэффекты: «Монстры» (2010)

Лучший грим: «Dream Home» (2010)

Лучшее художественное оформление: «13 убийц» (2010)

Специальный приз жюри: «Вкус ночи» (2010)